# Nokia X3-02
Il Nokia X3-02 è un telefono cellulare prodotto dall'azienda finlandese Nokia e messo in commercio nel 2010.
Questo è uno dei primi dispositivi touch and type, che unisce la tastiera allo schermo touch screen.

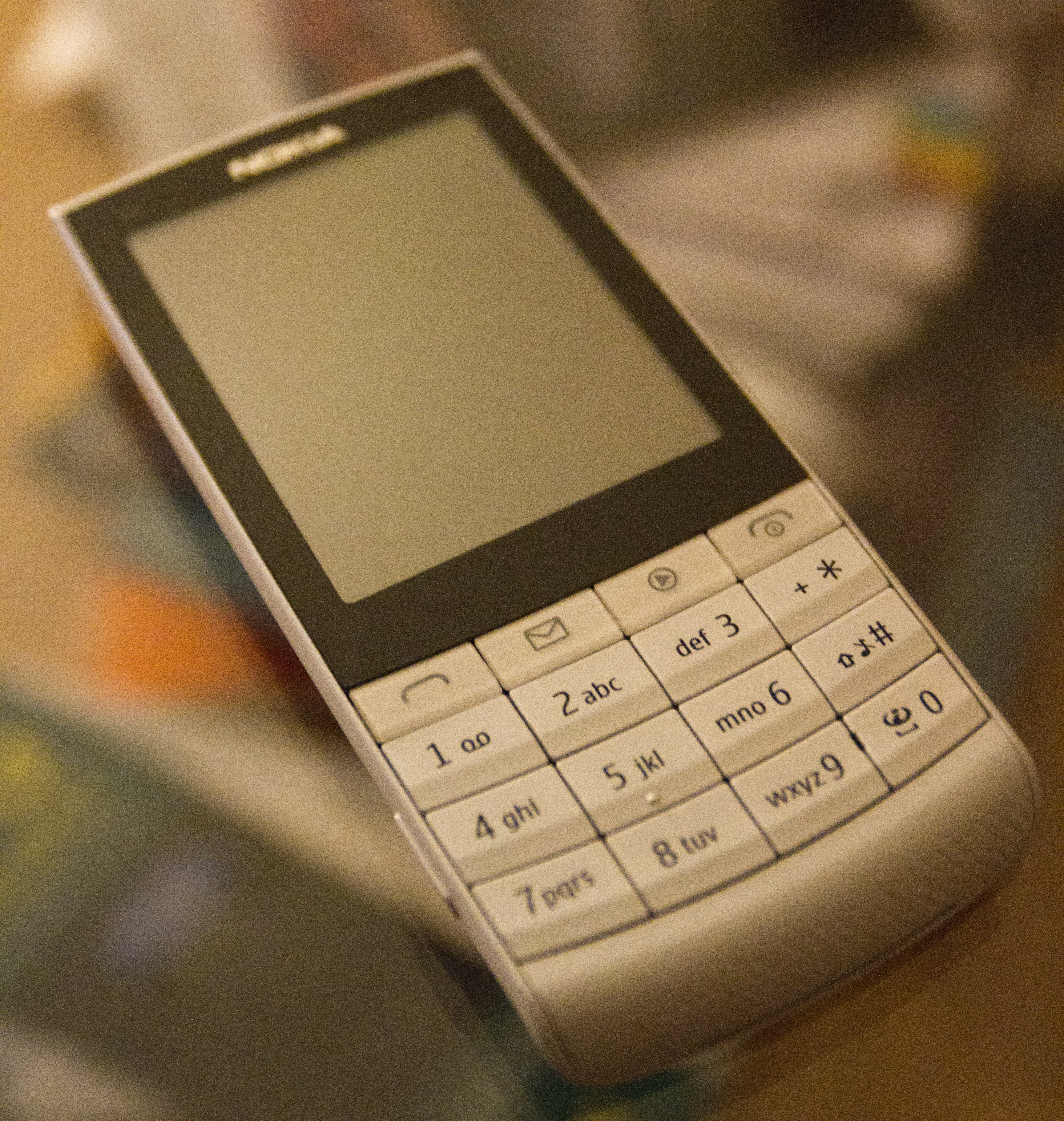
Nokia X3-02.

## Caratteristiche
- Dimensioni: 105,6 x 48,4 x 9,6mm.
- Peso: 78gr.
- Display: 2,4" con risoluzione 240 x 320 pixel da 262.000 colori.
- Reti Dati: GPRS, EGPRS, HSDPA, HSUPA, WLAN, bluetooth.
- Memoria: fino a 50 MB espandibile fino a 16 GB con memory card microSD.
- Fotocamera: 5 Mpx.